# Faux-gavial de Malaisie
Tomistoma schlegelii
Pour les articles homonymes, voir Gavial et Faux-gavial.
Genre
Espèce
Synonymes
- Crocodilus schlegelii Müller, 1838

Statut de conservation UICN

 ENA2cd : En danger
Statut CITES
Tomistoma schlegelii, unique représentant du genre Tomistoma, est une espèce de crocodiliens de la famille des Gavialidae.
En français cette espèce est appelée faux-gavial de Malaisie ou gavial de Schlegel. Elle doit son nom à sa ressemblance avec le gavial du Gange, espèce appartenant à la famille des Gavialidae. Le faux-gavial en a été exclu pour rejoindre la famille des Crocodylidae, avant que des analyses génétiques ne le replacent dans sa famille originelle,. Bien que le faux-gavial ne fasse pas partie du genre Gavialis de la sous-famille des Gavialinae, mais de la sous-famille à part des Tomistominae et du genre à part Tomistoma, son retour dans les Gavialidae fait de lui un vrai gavial, malgré son nom vernaculaire, inchangé.

## Aire de répartition

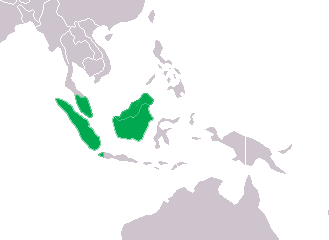
Distribution

L'espèce est présente en Indonésie, sur les îles de Sumatra et de Java ainsi que dans l’État du Kalimantan, et en Malaisie. Le gavial de Schlegel vit dans les vastes marais.

## Description

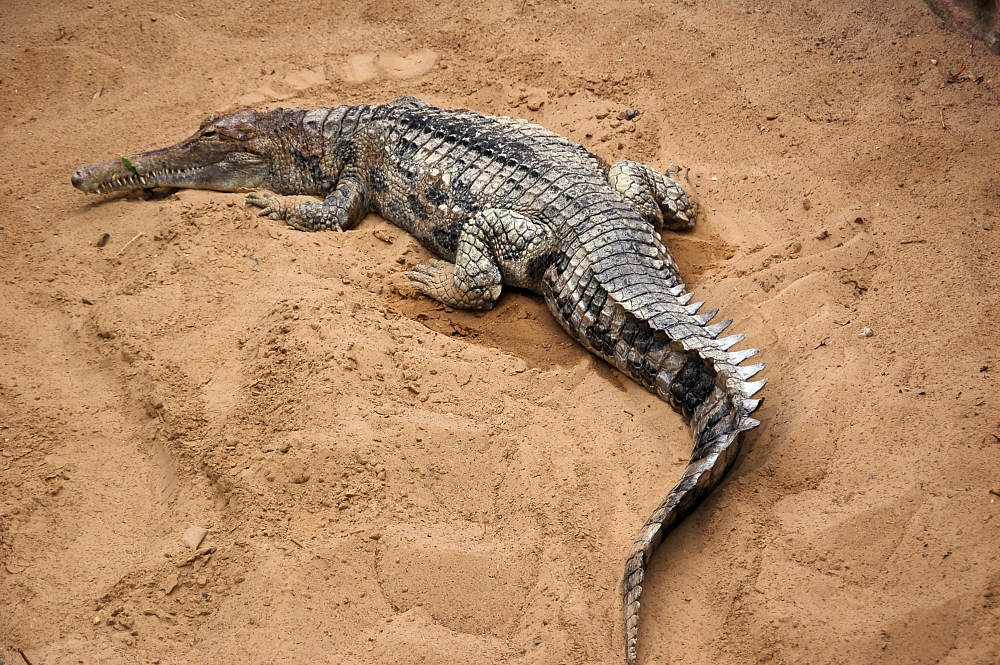
Tomistoma schlegelii

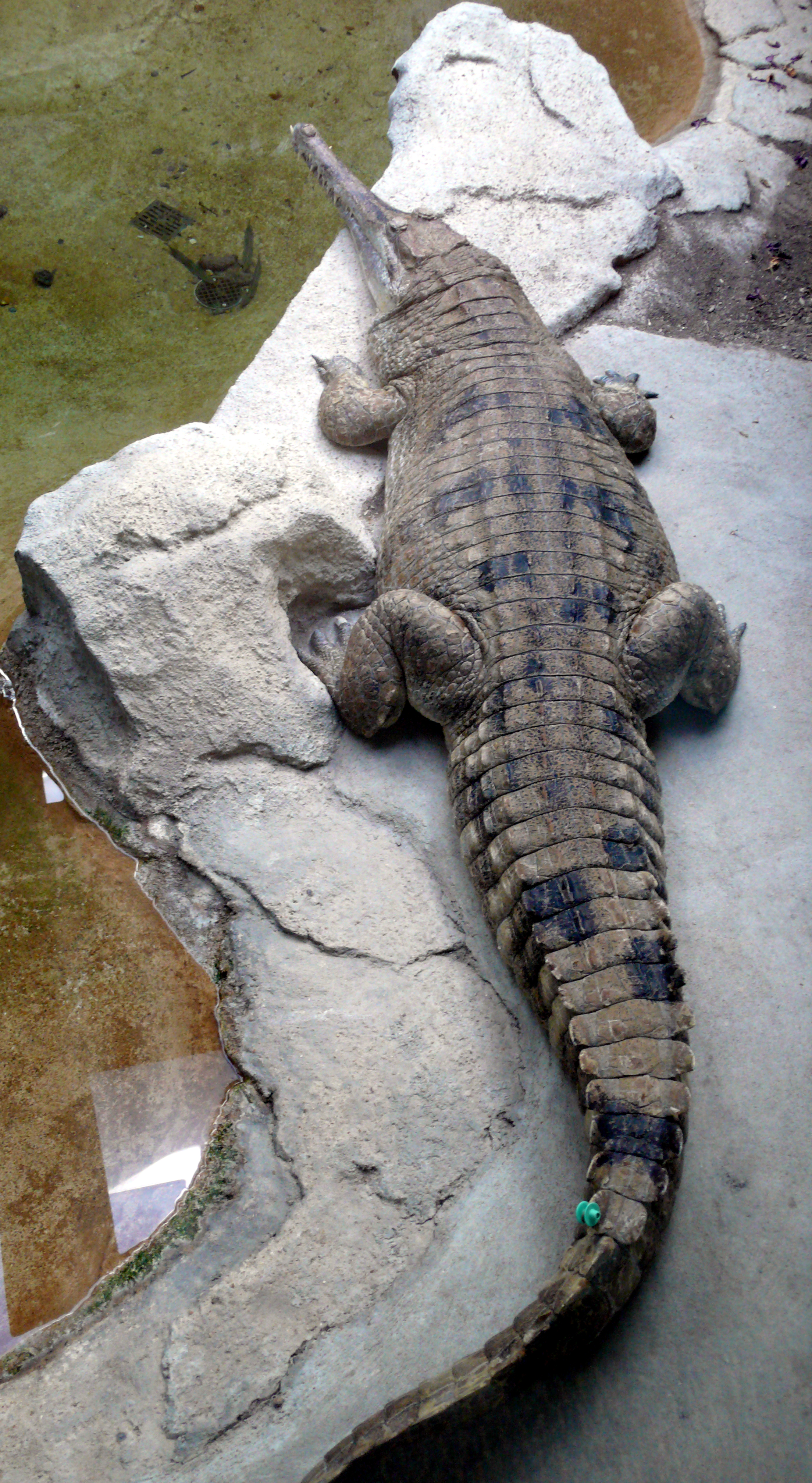
Tomistoma schlegelii

Le faux-gavial de Malaisie peut atteindre cinq à six mètres. Malgré sa taille impressionnante, il est généralement inoffensif pour l'homme : sa grande taille et ses dents acérées peuvent être dangereuses mais l'animal n'est susceptible d'attaquer que pour se défendre. Il se nourrit presque exclusivement de poisson.
Comme beaucoup de crocodiles, les faux-gavials ont longtemps été massacrés pour leur peau, utilisée par l'industrie du cuir de luxe.

## Taxonomie
La position familiale de cette espèce est discutée. Elle fut placée dans les Crocodylidae mais des analyses génétiques récentes l'ont rapprochée des Gavialidae.

## Conservation
Les effectifs de l'espèce sont estimés à 2 500 individus. Des programmes d'élevage ont été lancés en Europe et aux États-Unis.

## Étymologie
Le nom du genre, Tomistoma, vient du grec tomos (pointu) et de stoma (bouche), pour évoquer la forme de la gueule.
Le nom de l'espèce, schlegelii, commémore le zoologiste allemand Hermann Schlegel (1804-1884).

## Publications originales
- Müller, 1838 : Waarnemingen over de Indische Krokodillen en Beschrijving Van Enne Nieuwe Soort. Tijdschrift voor Natuurlijke Geschiedenis en Physiologie, Amsterdam and Leyden, vol. 5, p. 61-87 (texte intégral).
- Müller, 1846 : Über den Charakter der Thierwelt auf den Inseln des indischen Archipels, ein Beitrag zur zoologischen Geographie. Archiv fur Naturgeschichte, vol. 12, no 1, p. 109-128 (texte intégral).